# KFT
KFT – węgierska rockowa grupa muzyczna, powstała w 1981 roku w Budapeszcie. Nazwa zespołu jest skrótem od wyrażenia korlátolt felelősségű társaság, oznaczającego po węgiersku „spółkę z ograniczoną odpowiedzialnością”.

## Historia
Tibor Bornai i András Laár od 1974 roku grali wspólnie w takich zespołach jak Küllőrojt, Almárium i Kentaur. Początki KFT sięgają roku 1980, kiedy to Bornai, Laár i András Márton pojechali na wycieczkę do NRD w towarzystwie takich muzyków, jak Zsuzsa Koncz oraz muzycy z zespołu Fonográf: János Bródy, László Tolcsvay i Mihály Móricz. W październiku do Bornaia, Laára i Mártona dołączył Miklós Lengyelfi II i muzycy zaczęli grać koncerty w klubie Józsefvárosi Pinceklub.
Latem 1981 roku zespół stanowił support przed Locomotiv GT, a na festiwalu Táncdalfesztivál wywołał poruszenie piosenką „Bábu vagy”. W 1982 roku zespół w teatrze Szkéné Színház zagrał piosenkę „Elmúltak az ünnepek”. KFT rozpoczął regularne granie w klubie Lágymányosi Közösségi Ház (gdzie grał m.in. przetłumaczone na węgierski piosenki The Beatles) oraz nawiązał współpracę z różnymi muzykami, m.in. Zsuzsą Koncz czy Pálem Mácsai. Jeszcze w 1982 roku nakładem Hungarotonu został wydany pierwszy album KFT, zatytułowany Macska az úton („Kot na ulicy”).
W 1983 roku zespół przez trzy tygodnie koncertował wraz z Zsuzsą Koncz na Kubie. W roku 1986 zespół grał między innymi w Bostonie i Los Angeles. W 1991 roku zespół rozpadł się, ale się później reaktywował.

## Skład zespołu
- Tibor Bornai (ps. Dráni) – fortepian, wokal
- András Laár (ps. Náti) – gitara, wokal (w 2000 roku został tymczasowo zastąpiony przez Tamása Mohaia)
- Miklós Lengyelfi II (ps. Miki) – gitara basowa, kontrabas, wokal
- András Márton (ps. Marcipán) – perkusja, wokal

## Dyskografia
- Macska az úton (1982)
- Üzenet a liftből - A fodrász (1983)
- Bál az Operában (1984)
- Siker, pénz, nők, csillogás (1986)
- Ég és Föld (1987)
- Édes élet (1988)
- A nagy alakítás (1990)
- Bábu vagy (niepublikowane wcześniej nagrania) (1996)
- Bál az Interneten (album koncertowy) (1996)
- Balatoni nyár (kompilacja) (1999)
- Éljen a szerelem (2000)
- Higiénikus ember (2003)
- Nem csupa angyal (2006)
- 25. (1981-2006) (kompilacja) (2006)
- A bábu visszavág (2008)